# Osman El-Sayed
Osman El-Sayed (n. 28 februarie 1930, Alexandria, Egipt – d. 21 aprilie 2013) a fost un luptător ce a reprezentat Republica Arabă Unită, medaliat olimpic. A participat la o ediție a Jocurilor Olimpice (1960) în care a câștigat o medalie de argint.